# Barnea
La barnea est une variété récente d'olive développée en Israël par le professeur Shimon Lavee. 

## Origine
Elle doit son nom à la région de Qadesh-Barneʿa (en), sur la frontière entre le désert du Sinaï et Israël, dans laquelle elle a été sélectionnée. 

## Diffusion
Outre Israël, cette variété est largement cultivée en Jordanie, en Australie, en Nouvelle-Zélande, en Argentine et au Pakistan.

## Caractéristiques
Elle donne tout son potentiel dans les oliveraies irriguées. La variété résiste bien aux maladies et produit une récolte abondante d'olives. Dès la troisième année, la barnea donne des rendements de 10 tonnes par hectare avec une teneur en huile de 20 %. 